# Wengcheng
Wengcheng är en köping i sydöstra Kina. Den ligger i Wengyuan härad i staden Shaoguan i provinsen Guangdong, omkring 150 kilometer norr om provinshuvudstaden Guangzhou. Antalet invånare är 27 269. Befolkningen består av 13 255 kvinnor och 14 014 män. Barn under 15 år utgör 18,0 %, vuxna 15-64 år 72 %, och äldre över 65 år 9,0 %.